# Балка Зелена (Дніпро)
Балка Зелена або Балка Вонючки — балка (струмок) розташована в Новокодацькому районі м. Дніпро. Впадає в  канал озера Гідропаркове у Діївських плавнях.    

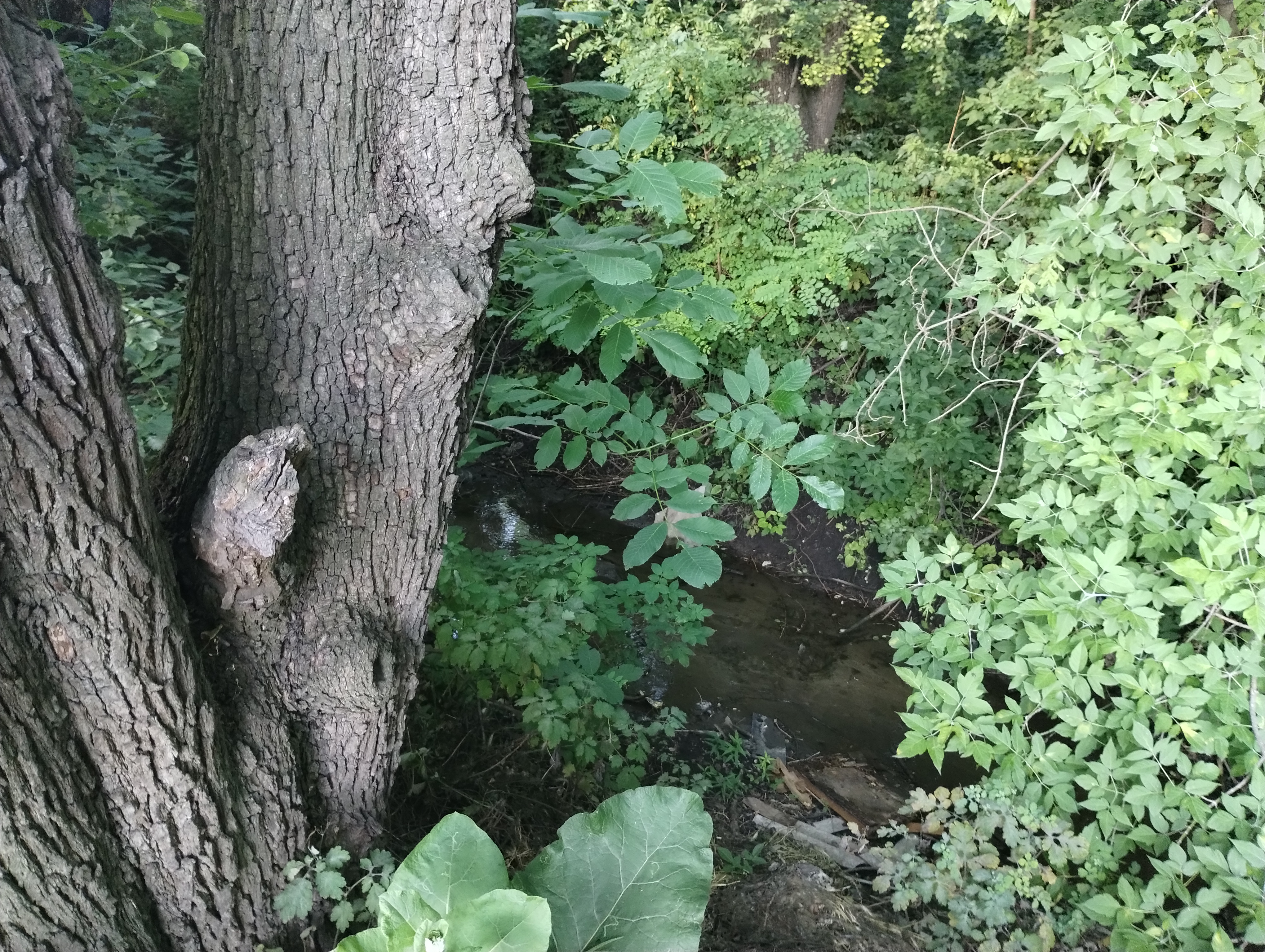
Струмок Балка Зелена

Розмежовує житлові масиви Діївка -1 (розташована на східному боці) та Діївка — 2 (розташована на західному боці). Довжина балки 7 кілометрів. Розташована з південного сходу на північний захід. У верхів'ях споруджено дві загати, що утворюють ставки Старий (верхній) та Новий (нижній, також Фоки). У нижній течії струмок пересихає і тече лише після великих опадів або танення снігів, утворюючи невеличкі водоспади на виходах граніту біля меморіалу «Безіменна висота».
У верхній та середній частині балки б'ють кринички (більша їх частина нині висохла), відрогами балки протікають струмки, що впадають до головного потоку.
Над серединною частиною балки, що має назву Котлован, прокладено естакаду по якій проходить перегін Придніпровської залізниці Діївка-178 км. Під нею розташований тунель, що є водовідним колектором.
Біля нижньої частини балки розташований відпрацьований гранітний кар'єр з озером та меморіал «Безіменна висота» — братська могила червоноармійців загиблих у боях в серпні 1941 і жовтні 1943 року.
Назву Зелена балка також має одна з вулиць Діївки-2 розташована на лівому березі балки у її верхній частині.
У 2022 році сусідню з балкою вулицю Костромську було перейменовано на Мамаєву Балку хоч таку назву носила не Зелена, а Біла балка розташована за три кілометри.